# 余际唐
余际唐（1885年—1964年），男，四川荣昌人，中国政治人物，曾任国民参政会参政员，四川省人民政府副主席，四川省人民委员会副省长。